# Фабрика Фагуса в Альфельде
Фабрика Фагуса в Альфельде (нем. Fagus-Werk in Alfeld) — объект Всемирного наследия ЮНЕСКО (c 2011 г.) в Германии в городе Альфельд, федеральная земля Нижняя Саксония.
Первая значительная архитектурная работа Вальтера Гропиуса (1910-11 гг.) — здание обувной фабрики «Фагус» в Альфельд-на-Лайне, которую он спроектировал вместе с Адольфом Мейером. Фабрика стала началом его архитектурной деятельности и считается ключевым образцом архитектуры раннего модернизма. В 1920-е годы это направление в архитектуре было определено понятием «Новое строительство» (Neues Bauen) и «Новая вещественность» («Neue Sachlichkeit»).
Предназначенная для производства обувных колодок фабрика известна широким использованием стекла, что сделало здание однородным и предвещало более поздние работы Гропиуса ― например, Баухаус.

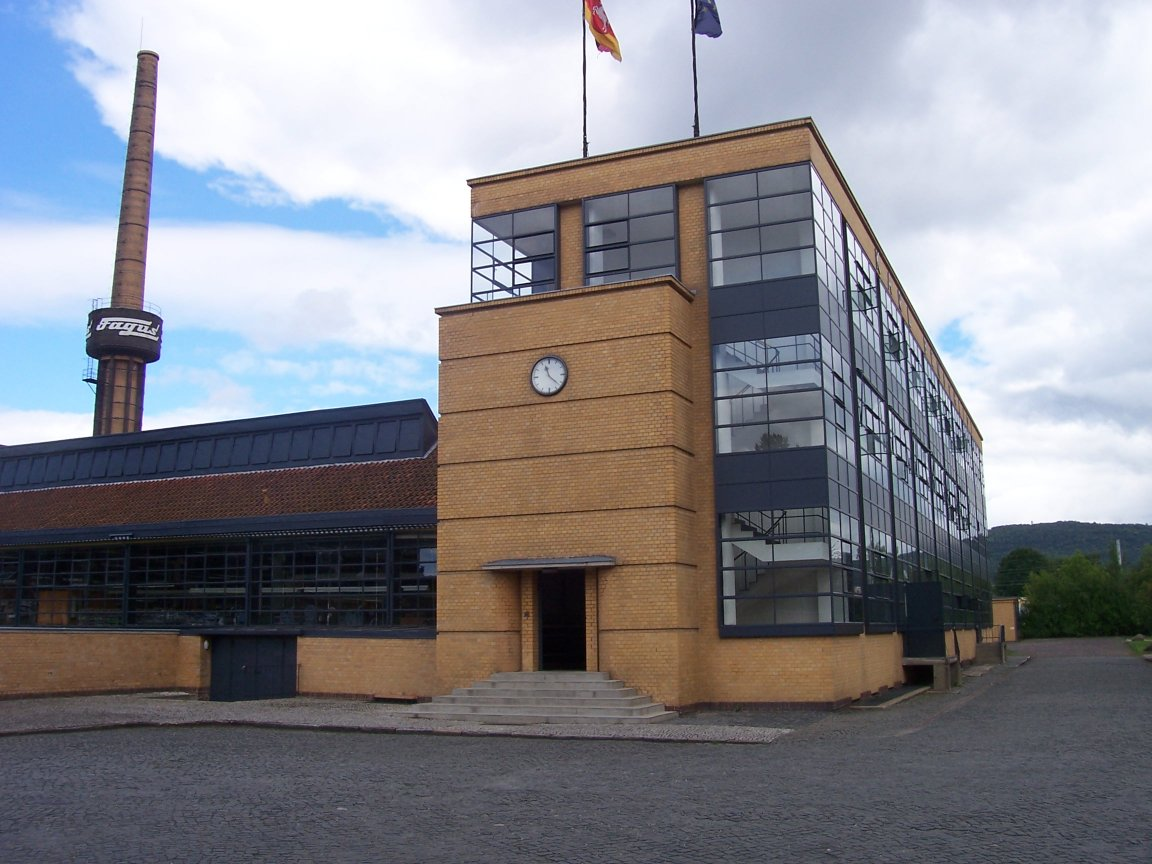
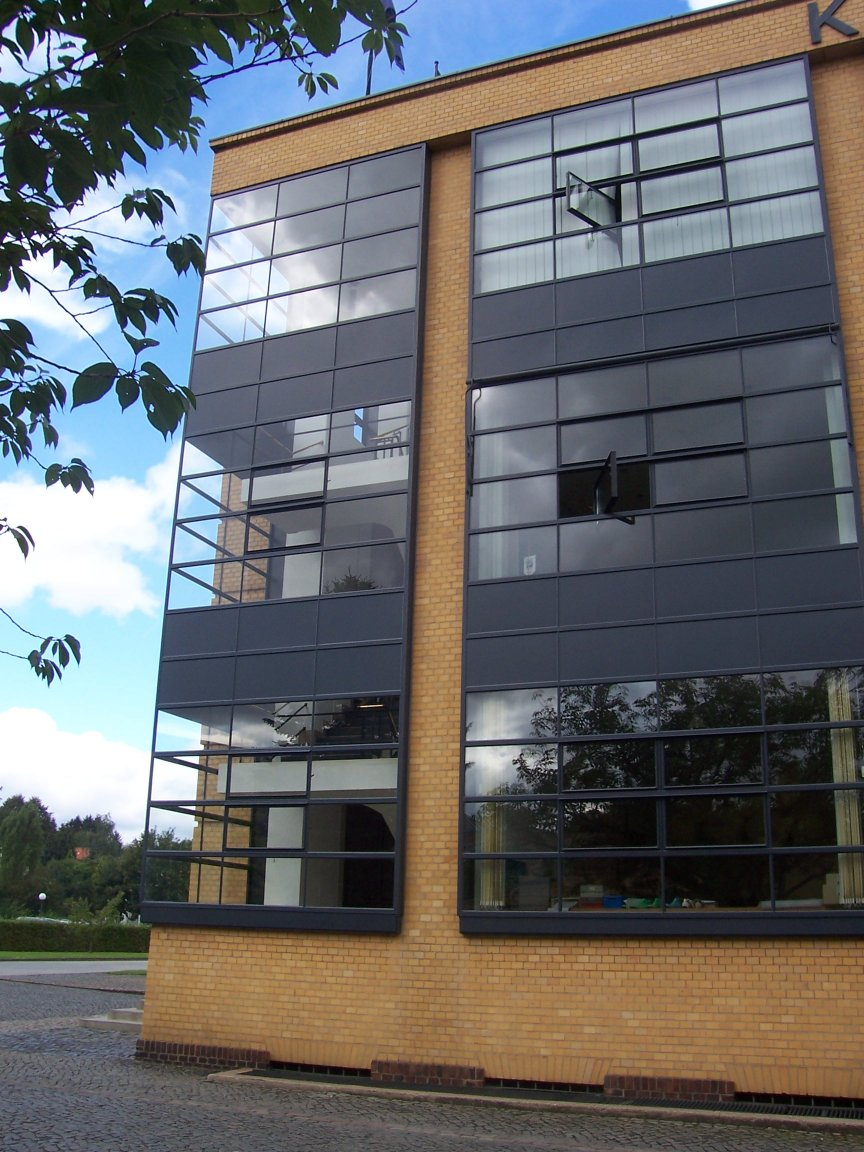
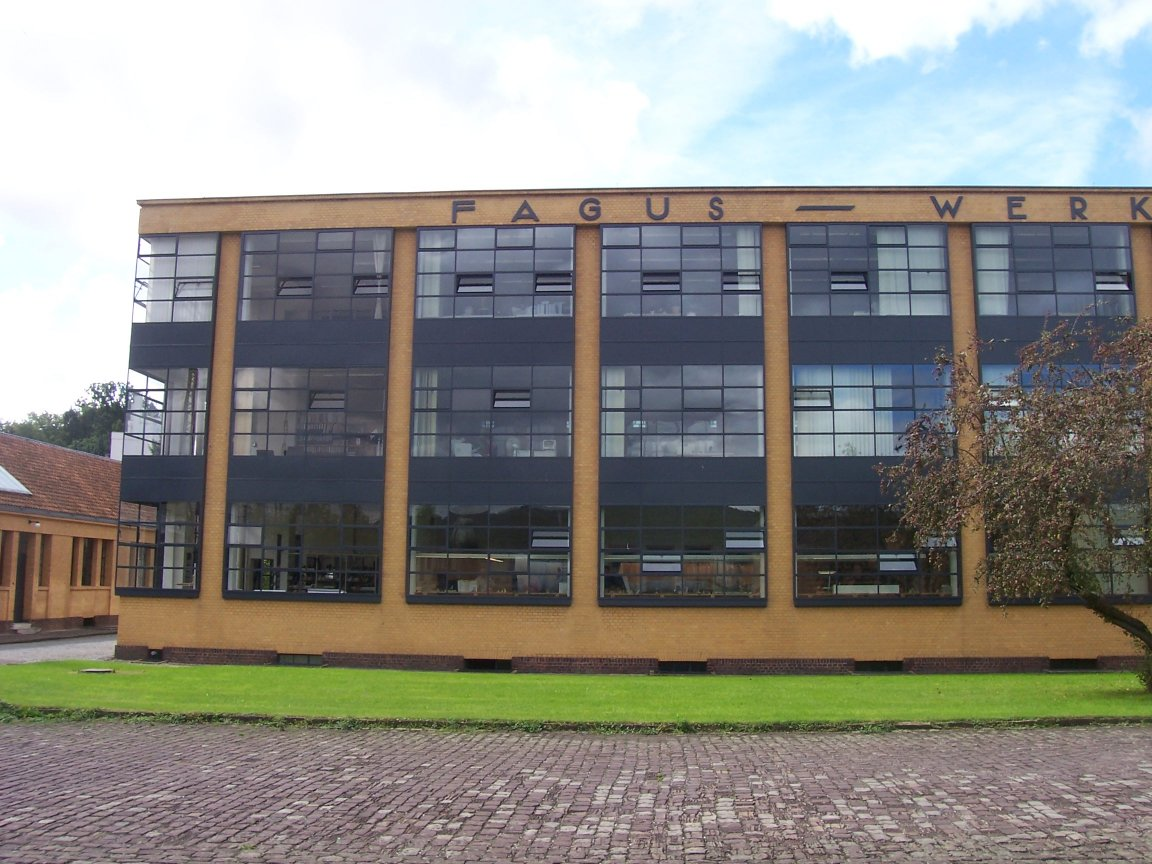